# Big Boi
Antwan André Patton (nascido em 1º de fevereiro de 1975), conhecido profissionalmente como Big Boi, é um rapper, produtor musical e ator americano. Nascido em Savannah, Geórgia, e criado em Atlanta, ele foi metade da dupla de hip hop do sul Outkast, ao lado do rapper André 3000, formada em 1992.
Como parte do Outkast, os seis álbuns de estúdio da dupla alcançaram sucesso crítico e comercial, gerando hits como "Ms. Jackson", "Roses", "So Fresh, So Clean" e "Elevators (Me & You)", entre outros. O quinto álbum, um disco duplo intitulado Speakerboxxx/The Love Below (2003), ganhou três prêmios Grammy e incluiu um single solo de Big Boi: "The Way You Move" (com participação de Sleepy Brown), que alcançou o topo da Billboard Hot 100 e foi eleito a 22ª música de maior sucesso da década de 2000 pela Billboard. Após a separação da dupla em 2007, Big Boi rapidamente iniciou sua carreira solo e assinou contrato com a Def Jam Recordings para lançar seu álbum de estreia, Sir Lucious Left Foot: The Son of Chico Dusty (2010). Recebido com sucesso contínuo, o álbum alcançou a terceira posição na Billboard 200 e foi seguido pelos álbuns Vicious Lies and Dangerous Rumors (2012) e Boomiverse (2017), ambos elogiados pela crítica e com desempenho comercial moderado.
Seus projetos paralelos incluem uma colaboração com o grupo Phantogram, com quem lançou um EP em 2015. Ele também formou o agora extinto supergrupo Purple Ribbon All-Stars em 2004, que contava com Janelle Monáe, Bubba Sparxxx e Killer Mike; o grupo lançou dois álbuns antes de se dissolver em 2007.

## Discografia
- Sir Lucious Left Foot: The Son of Chico Dusty (2010)
- Vicious Lies and Dangerous Rumors (2012)
- Big Grams (com Phantogram; como Big Grams) (2015)
- Boomiverse (2017)

## Filmografia

### Filmes
| Ano  | Título            | Personagem                   | Notas |
| ---- | ----------------- | ---------------------------- | ----- |
| 2004 | 20 Funerals       | Lucious                      |       |
| 2006 | ATL               | Marcus                       |       |
| 2006 | Idlewild          | Rooster                      |       |
| 2007 | Who's Your Caddy? | Christopher "C-Note" Hawkins |       |
| 2017 | Baby Driver       | Restaurant Patron #1         |       |
| 2018 | Superfly          | Mayor Atkins                 |       |
| 2019 | The Trap          | Himself                      |       |

### Televisão
| Ano       | Título                            | Personagem                 | Notas                                                |
| --------- | --------------------------------- | -------------------------- | ---------------------------------------------------- |
| 2006      | King of the Hill                  | Reverend Nealy (voz)       | Episódio: "Church Hopping"                           |
| 2006–2007 | Girlfriends                       | Ele mesmo                  | 3 episódios                                          |
| 2008      | Law & Order: Special Victims Unit | Gots Money                 | Episódio: "Wildlife"                                 |
| 2010      | Freaknik: The Musical             | The Preacher               | Filme de TV                                          |
| 2011      | The Cookout 2                     | Peanut                     | Filme de TV                                          |
| 2012      | The Playlist                      | Remix Victim - ScreenWerks | Episódio: "Instruments of Destruction"               |
| 2012      | Single Ladies                     | Ele mesmo                  | Episódio: "Slave to Love"                            |
| 2017      | Star                              | Ele mesmo                  | Episódio: "Next of Kin"                              |
| 2017      | Animals                           | Fox 2                      | Episódio: "Pigeons"                                  |
| 2019      | The Bobby DeBarge Story           | Berry Gordy                | Filme de TV                                          |
| 2019      | Scream                            | Policial                   | 2 episódios                                          |
| 2019      | Creepshow                         | Pawnbroker                 | Episódio: "All Hallow's Eve/The Man in the Suitcase" |
| 2020      | Celebrity Family Feud             | Ele mesmo                  | Season premiere                                      |

### Video games
| Ano  | Título                          | Personagem                  | Notas |
| ---- | ------------------------------- | --------------------------- | ----- |
| 2007 | Def Jam: Icon                   | Ele mesmo (voz)             |       |
| 2013 | Army of Two: The Devil's Cartel | Charles "Chuy" Rendall (voz |       |